# Thalictrum tuberiferum
Thalictrum tuberiferum är en ranunkelväxtart som beskrevs av Carl Maximowicz. Thalictrum tuberiferum ingår i släktet rutor, och familjen ranunkelväxter. Utöver nominatformen finns också underarten T. t. yakusimense.